# Tridesetogodišnji rat
Tridesetogodišnji rat trajao je između 1618. i 1648., ponajprije u Srednjoj Europi i Svetom Rimskom Carstvu, no njegovi su glavni akteri bile skoro sve kontinentske države. Rat je započeo kao sukob između protestanata i katolika, no pretvorio se u opći rat koji je zahvatio većinu Europe. Njegova obilježja bile su plaćeničke vojske, gladi i bolesti. U njemu je izginula gotovo trećina tadašnjeg stanovništva Njemačke.
Rat je započeo u Češkoj Praškom defenestracijom 23. svibnja 1618., kada su protestanti izbacili carske namjesnike kroz prozor palače u Pragu u kojoj su stolovali. Godine 1619. umro je car Matija bez djece, ali prethodno je imenovao Ferdinanda Štajerskog za svojega nasljednika. Ferdinand je bio gorljiv katolik školovan kod isusovaca koji je htio ponovno ojačati katolicizam u tadašnjemu carstvu, zbog čega je bio nepopularan u tada kalvinističkoj Češkoj. To je bio povod početku Tridesetogodišnjega rata. 
Ovaj rat najčešće se dijeli u četiri razdoblja: Češka pobuna, Danska intervencija, Švedska intervencija i Francuska intervencija.
Hrvatsko konjaništvo pod zapovjedništvom carskoga generala Albrechta von Wallensteina zapaženo je kao izvanredno učinkovito i proslavilo se u brojnim bitkama. Odsudni bili su hrvatski ratnici u bitkama kod Lützena i kod Nördlingena.

## Uzroci rata
Augsburški mir iz 1555. potvrdio je rezultate staleške skupštine u Speyeru iz 1526. godine, kojom su okončani sukobi  luterana i katolika u Njemačkoj. Glavni princip bio je: „čija je zemlja, onoga je i vjera”, tj. lat. cuius regio eius religio.
Važne odredbe tog ugovora su sljedeće:
- Njemački kneževi (njih 255) mogu slobodno odabrati koja će od dvije vjere (luteranstvo ili katoličanstvo) biti službena vjera njihovog područja.
- Luterani mogu zadržati teritorije koje su oduzeli katolicima nakon mira iz 1552. godine
- Katolički biskupi, koji promjene vjeru, moraju predati svoju biskupiju.
- Tijekom određena prijelaznoga razdoblja, obitelji imaju vremena preseliti se u područje gdje je dopuštena njihova vjera. Kao vjere spominju se samo katoličanstvo i luteranstvo.

Političke i gospodarske napetosti rasle su među najmoćnijim narodima Europe u ranom 17. stoljeću.
- Španjolska je bila zainteresirana za njemačke države, jer je držala područja Španjolske Nizozemske.
- Francuska je bila zainteresirana za njemačke države jer su bile najslabiji susjed, za razliku od jakih habsburških zemalja, koje su okruživale Francusku.
- Švedska i Danska zanimale su se za uspostavljanje nadzora nad sjevernim njemačkim državama, koje graniče s Baltikom.

Vjerske napetosti rasle si tijekom druge polovine 16. stoljeća. Augsburški mir nije se poštovao, jer pojedini biskupi, koji bi promijenili vjeru, nisu predavali svoje biskupije, a bili su dužni prema odredbama Augsburškog mira. Kalvinizam se širio Njemačkom, postajući na taj način treća glavna religija. Pojedini katolički vladari u Španjolskoj i Istočnoj Europi nastojali su povratiti katoličanstvu staru snagu.
Za razliku od španjolskih Habsburga, habsburški vladari njemačkih zemalja poslije Karla V. postali su vjerski tolerantni. Ferdinand I., Maksimilijan II., Rudolf II. i Matija su bili tolerantni, jer su bili svjesni opasnosti i potresa, kroz koje je prolazila Engleska kad je kralj Henrik VIII. započeo 1534. s politikom vjerske nesnošljivosti. Unutar Svetoga Rimskog carstva rat je bio izbjegnut dopuštanjem slobodnoga širenja različitim vjerama, što je uznemiravalo pobornike službene vjeroispovijesti.
Švedska i Danska kao luteranske kraljevine tražile su načine pomaganja protestantima unutar Svetoga Rimskoga carstva.
Te napetosti dovode 1606. do nasilja u njemačkom slobodnom gradu Donauvertu. Luteranska većina je spriječila katolike iz švapskog grada održati procesiju, pa dolazi do nasilja. To izaziva intervenciju Maksimilijana I. Bavarskog na strani katolika. Prestankom nasilja kalvinisti osnivaju 1608. protestantsku uniju, pod vodstvom Fridrik IV. Palatinski, čiji sin će imati istaknutu ulogu u Tridesetogodišnjem ratu. Fridrik IV. Palatinski kontrolirao je Rajnski Pfalz, jednu od država Rajni, koju su željeli španjolski Habsburzi. Na osnivanje Protestantske unije katolici odgovaraju 1609. osnivanjem Katoličkog saveza, pod vodstvom vojvode Maksimilijana I. Bavarskoga.
Matija, koji je bio car Svetoga rimskog carstva i kralj Češke umire bez nasljednika 1619. godine. Nasljeđuje ga najbliži muški srodnik, nećak Ferdinand II., koji je bio vatreni katolik, kojeg su odgojili isusovci, koji je želio obnoviti katolicizam kao vladajuću vjeru. Zbog toga je bio nepopularan u uglavnom husitskoj Češkoj, čija pobuna protiv Ferdinanda izaziva Tridesetogodišnji rat. Rat se može podijeliti u 4 glavne faze:
- Češka pobuna
- Danska intervencija
- Švedska intervencija
- Francuska intervencija

## Češka pobuna
S obzirom na to da je car Matija ostao bez muških nasljednika, još tijekom svog života nastojao je osigurati regularno nasljeđivanje, tako da je zahtijevao izbor Ferdinanda II. za kralja Češke i kralja Ugarske, još tijekom svojega života. Protestantske vođe Češke pribojavali su se gubitka vjerska prava, koja su dobili za vrijeme cara Rudolfa II. i tražili su da Fridrik V. Palatinski postane kralj Češke. Međutim, drugi protestantski vođe zauzele su sličnu poziciju kao katolici, pa je Ferdinand II. izabran 1617. za prijestolonasljednika, i smrću cara Matije postaje kraljem Češke.
Ferdinandov tvrdi katolicizam dovodi do narušavanja vjerskih sloboda onih, koji nisu katolici. Nije poštovao ni vjerske slobode, koje je potpisao car Rudolf II., po kojima su zajamčene slobode vjeroispovijesti plemstvu i stanovnicima gradova.
Osim toga bio je i apsolutist i narušavao je i sekularna prava svojih podanika. Pošto je unutar kraljevstva i među plemstvom bilo jako mnogo protestanata novi kralj je postao vrlo nepopularan i uslijedila je pobuna protiv njega.
Češki protestanti bacaju kroz prozor praškoga dvora Hradčana 22. svibnja 1618. dvojicu kraljevskih službenika u Pragu. Taj događaj je poznat pod nazivom Praška defenestracija ili Druga praška defenestracija. Kraljevski službenici nisu bili ozlijeđeni, ali ta akcija je predstavljala uvredu kralja Ferdinanda. Tom akcijom zapravo počinje pobuna, koja vodi do Tridesetogodišnjega rata.
Pobuna se raširila po cijeloj Češkoj. Obuhvatila je Češku, Šlesku, Lužice i Moravsku. Da je češka pobuna ostala mjesni sukob, rat bi relativno brzo završio (pretpostavlja se za manje od trideset mjeseci), ali smrt cara Matije ohrabruje protestantske vođe, koji su bili već blizu sporazumnoga rješenja sukoba. Slabost i Ferdinanda i čeških protestanata dovodi do širenja rata u Njemačku. Ferdinanda II. je bio prisiljen zvati u pomoć svoga rođaka, Filipa IV. Španjolskog.
Češki protestanti očajno su tražili saveznike protiv cara. Zatražili su prijam u protestantsku uniju, koju je vodio Fridrik V. Palatinski, jedan od kandidata za češkoga kralja. Česi su lažno obećavali Fridriku kraljevski naslov ako ih primi u protestantske uniju i ako im Unija pruži zaštitu. Isto to su obećavali i vojvodi Savojskom, knezu izborniku Saske i knezu Transilvanije. Izgleda da su Austrijanci presreli ta pisma, koja su slana iz Praga, pa su njihovim objavljivanjem diskreditirali Češku, posebno na saskom dvoru.
Češkoj se u prosvjedu pridružuje i Gornja Austrija, gdje je bilo dosta luterana i kalvinista. Poslije toga pobunila se i Donja Austrija, tako da je protestantska vojska pod vodstvom grofa Turna opsjedala 1619. zidine Beča. U Transilvaniji knez Gabriel Bethlen poveo je pohod na Ugarsku.
Car je požurio i reformirao vojsku. Snage Protestantske unije, koje je predvodio Ernst von Mansfeld, poražene su u bitci kod Sablata 10. lipnja 1619. godine. To je odsjeklo grofa Turna od komunikacije s Pragom, pa on prekida s opsadom Beča. Porazom u bitci kod Sablata protestanti gube i značajnoga saveznika, vojvodu od Savoja, koji je bio istaknuti protivnik habsburškoga širenja. Vojvoda od Savoja slao je velike novčane iznose protestantima i vojsci. Zarobljavanjem dokumentacije u bitci kod Sablata otkrivena je zavjera savojskoga vojvode, nakon čega prestaje pomagati protestante.
Vojska grofa Turna nastavila je postojati, a Mansfeld je uspio reformirati svoju vojsku u Češkoj. Gornja i Donja Austrija još su  uvijek bile pobunjene, pa su potpisale savez s Česima i 22. kolovoza 1620. službeno svrgavaju češkoga kralja Ferdinanda II., a kao novoga kralja biraju Fridrika V. Palatinskoga. U Mađarskoj se carska vojska našla u problemima, jer su je Transilvanci protjerali 1620.
Španjolska šalje caru vojsku iz Bruxellesa pod vodstvom Ambrogija Spinole. Španjolski veleposlanik u Beču uspijeva nagovoriti protestantsku Sasku, intervenirati protiv Češke, da bi kao protuuslugu dobila Lužice. Sasi su napali Češku, a španjolska vojska je zapadnom intervencijom spriječila snage Protestantske Unije da dođu Češkoj u pomoć. Španjolski veleposlanik je bavarskom vojvodi ponudio Pfalz u zamjenu za njegovu pomoć i podršku Katoličkoga saveza.
Pod zapovjedništvom Johanna Tserclaesa Tillyja vojska Katoličkoga saveza uvela je red u Gornjoj Austriji, a carska vojska pobijedila je pobunjenike u Donjoj Austriji. Poslije toga ujedinile su se carska vojska i Katolički savez i zajedno su krenule sjeverno na Češku. Ferdinand II. je u bitci na Bijeloj Gori 8. studenog 1620. pobijedio Fridrika V. Palatinskog. Poslije toga su carski vojnici pokorili Češku i protjerali protestante ili ih prisilili postati katolicima. Češka poslije toga postaje katolička zemlja, a ostala je pod vlašću Habsburga 300 godina nakon toga.
Taj poraz izazvao je raspuštanje Protestantske unije i uništenje svih posjeda Fridrika V. Palatinskog. Fridrik V. je lišen svih svojih posjeda, a njegovi teritoriji, kao Rajnski Pfalzm predani su katoličkom plemstvu. Njegova titula kneza izbornika predana je Maksimilijanu I. Bavarskom. Iako lišen posjeda, Fridrik V. je nastavio s protucarskim djelovanjima tražeći potporu u Nizozemskoj, Danskoj i Švedskoj.
Bio je to ozbiljan udarac protestantizmu. Pobuna je slomljena, a uslijedila je zapljena posjeda i pritisak na češko plemstvo, sve s ciljem osiguravanja prijelasla plemstva na katolicizam poslije dva stoljeća husitskih i inih vjerskih razlika. Španjolci su preuzeli Rajnski Pfalz i dodatno okružili Nizozemce. Prva faza rata u Istočnoj Njemačkoj završila je u korist Gabriela Bethlena iz Transilvanije, koji je mirom u Nikolsburgu 31. prosinca 1621. dobio brojne teritorije u Ugarskoj.
Neki povjesničari razdoblje od 1621. do 1625. smatraju posebnom fazom rata i nazivaju je Palatinskom fazom. Poraz pobunjenika na Bijeloj Gori i odlazak Gabrijela Betlena označio je pacifikaciju Češke. Rat na zapadu u Pfalz sastojao se od mnoštva manjih bitaka, mnogo manjih od onih u Češkoj i Mađarskoj, ali mnogo više se pribjegavalo opsadama. Mannheim i Heidelberg su pali 1622., a Frankental 1623. godine. Rajnski Pfalz je pao u ruke Španjolaca.
Ostatci protestantske vojske pobjegli su u Nizozemsku predvođeni Mansfeldom i Christianom Brunswickom. Pomogli su Nizozemcima podići opsadu jednoga grada, pa su ih Nizozemci isplatili i poslali zauzeti obližnju Istočnu Friziju. Mansfred je tu ostao, a Christian je otišao pomoći rođacima u donjoj Saskoj, ali morao je pobjeći prema Nizozemskoj progonjen od Tillyjeve vojske. Tillyjeva vojska ih je uhvatila 15 kilometara od nizozemske granice i 6. kolovoza 1623. u bitci kod Stadtlohna. U toj bitci protestantska vojska je pretrpjela katastrofalan poraz. Nestale su četiri petine vojske Kristijana Brunsvika, tj oko 15 000 vojnika. U to vrijeme Fridrik V. Palatinski je bio u Haagu i bio je pod pritiskom svog tasta, Jakova I. Engleskoga, okončati rat. Nije mu ništa drugo ni preostalo. Sa skršenom pobunom u Češkoj došlo je do mira.

## Danska intervencija
Kralj Danske Kristijan IV. Danski (1577. – 1648.) bio je luteran, a kao vojvoda Holsteina bio je i plemić Svetog Rimskog carstva. Pomagao je luteranske vladare donje Saske vojskom protiv Svetog Rimskog carstva, bojeći se da bi danski suverenitet kao protestantske nacije mogao biti ugrožen. Tijekom prve faze rata ostvario je teritorijalne dobitke u sjevernoj Njemačkoj. Hamburg je 1621. priznao danski suverenitet, a Kristijanov sin je postao biskup Bremena.
Kristijan IV. Danski se pokazao kao jako sposoban vladar. Danska je postala stabilna i izuzetno bogata. Naplaćivala je prolaz kroz Oresund, a dobila je i velike ratne reparacije od Švedske. Bavarska je bila jedina zemlja u Europi koja je bila toliko financijski jaka kao Danska. Danska je potporu za ulazak u rat dobila od francuskog kardinala Richelieua, koji je zajedno s Nizozemskom i Engleskom obećao da će davati financijsku pomoć protiv Svetog Rimskog carstva. Kristijan je u donjoj Saskoj sakupio 20.000 plaćenika.
Da bi se obranio od danske intervencije car Ferdinand II. poziva češkog plemića i vojskovođu Albrechta von Walensteina, koji je postao bogat otimajući protestantska imanja po Češkoj. Wallenstein je tražio da jedino on ima pravo raspolagati blagajnom te vojske, a da vojska ima pravo slobodno raspolagati ratnim plijenom i slobodno pljačkati na zauzetim područjima. Na taj način Walenstein vrlo brzo stvara vojsku od 30.000 vojnika, a kasnije dolazi i do 100.000. Danski kralj nije ništa znao o postojanju ili formiranju te nove vojske.
Danski kralj nije imao sreće sa saveznicima. U to vrijeme Engleska je imala unutarnjih trzavica, u Francuskoj je bio građanski rat, Švedska je ratovala s Poljskom, dok Brandenburg i Saska nisu bili zainteresirani da naruše mir u istočnoj Njemačkoj. Wallenstein je porazio Mansfeldovu vojsku u bici na mostu Dessau 1626., a general Tilly je porazio Dance u bitci kod Luttera 1626. godine. Mansfeld je umro u Dalmaciji nekoliko mjeseci poslije bitke u kojoj je izgubio pola vojske.
Wallensteinova vojska je poslije toga zauzela Mecklenburg, Pomeraniju i čak Jylland. Ipak nije mogla zauzeti dansku prijestolnicu na otoku Zeland, jer za takav pothvat im je trebala jaka flota, a ni Poljska ni hanzeatski gradovi nisu dopuštali gradnju carske flote na Baltiku. Car je pritisnuo Stralsund, jedinu luku, koja je mogla izgraditi flotu protiv Danaca, ali cijena je bila prevelika da bi bila prihvatljiva.
To sve dovodi do Sporazuma u Lübecku 1629. po kome danski kralj Kristijan IV. Danski odustaje od potpore protestantima, a car odustaje od osvajanja Danske.
U tom trenutku rat je bio završen, a katolička strana je pobijedila. Katolički savez je nagovorio cara Ferdinanda II. oduzeti luteranima sve posjede, koje su dobili po augsburškom miru, a koji su prethodno pripadali katoličkoj crkvi. Car je donio Restitucijski edikt 1629. godine, po kome su katolici preoteli dvije nadbiskupije 0,16 buskupija i stotine manastira.  Ferdinand II. se osjećao tada moćan, jer su Mansfeld i Gabrijel Betlen umrli te godine. Jedino se luka Stralsund odupirala carstvu uz pomoć Danaca, a kasnije Šveđana.

## Švedska intervencija
Albrecht von Wallenstein je posjedovao veliku moć, vojsku, posjede i novac. Postao je opasan. Carevi saveznici su savjetovali cara da ga ukloni dok nije kasno. Car Ferdinand II je otpustio Albrechta Walensteina 1630. godine. Pozvao ga je mnogo kasnije kada su snage Svetog rimskog carstva bile poražene u mnoštvu bitaka od švedskog kralja Gustava II. Adolfa.
Gustav II. Adolf je ušao u rat, kao i danski kralj ranije, da pomogne njemačke luterane, spriječiti katoličko širenje i dobiti ekonomski utjecaj na njemačke države na Baltik u. Gustav Adolf je bio zabrinut zbog rastuće snage Svetog Rimskog carstva. Kao i danskog kralja prije njega i Šveđane financira francuski kardinal Richelieu i Nizozemci. Od 1630. do 1634. uspio je povratiti mnogobrojna prethodno zauzeta protestantska područja.
Nakon što je otpustio Walensteina Ferdinand II. je ovisio o Katoličkom savezu. U bitci kod Breitenfelda 1631. Gustav II. Adolf je porazio vojsku Katoličkog saveza pod zapovjedništvom generala Tillyja. Godinu dana kasnije ponovno su se sukobili i u toj bitci je ubijen 1632. Johann Tilly. Započela je švedska dominacija ratištima. Kada je započela rat Švedska je imala 42.000 vojnika, a 1632. je imala 149.000 vojnika. Vojsku je velikim dijelom financirala Francuska. Mnogi zarobljenici iz bitke kod Breitenfelda su bili regrutirani u švedsku vojsku.
Pošto je general Tilly bio mrtav, car Ferdinand II. je ponovo morao tražiti pomoć od Walensteina, koga je prethodno smijenio. Albrecht von Wallenstein je poveo veliku vojsku južno i počeo je ugrožavati linije opskrbe švedske vojske. Gustav Adolf je znao da se Wallenstein priprema za napad. Gustav Adolf i Albrecht von Wallenstein sukobili su se 1632. u bitci kod Lützena. Šveđani su pobijedili, ali Gustav Adolf je ubijen u toj bitci. Bez vodstva Gustava Adolfa tijekom 1634. protestantske snage su poražene u prvoj bitci kod Nördlingena.
Car Ferdinand je sumnjao u Albrechta Walensteina tijekom 1633. godine, jer Walenstein je pokušao premostiti razlike među katolicima i protestantima. Walenstein je bio ljut, jer kralj nije htio povući restitucijski edikt. Počeo je pripremati snage za pravedan mir u interesu ujedinjene Njemačke. Pošto je car sumnjao da bi Walenstein mogao promijeniti stranu namjestio je da ga uhite. Kad je Walenstein primijetio da je izgubio potporu vojske krenuo je prema Šveđanima, ali je ubijen u veljači 1634. godine.
Poslije toga dvije strane su započele pregovore i švedska faza rata završava Praškim mirom 1635., kojim je:
- odgođena je primjena Restitucijskog edikta za 40 godina, a protestantskim vladarima je dozvoljeno da zadrže sekulariziranim biskupije koje su držali 1627. To je zaštitilo luteranske vladare sjeveroistočne Njemačke, na račun onih na jugu i zapadu, kojima je carska vojska oduzela posjede 1627. godine.
- odlučeno je da se formira jedinstvena vojska od carske vojske i vojske njemačkih država, iako su vođe Saske i Bavarske zadržali nezavisno zapovjedništvo nad svojim snagama
- zabranjuje se njemačkim kneževima da stvaraju međusobne saveze ili saveze sa stranim silama
- daje se amnestija svima koji su digli oružje protiv cara poslije 1630. godine.

Taj sporazum nije zadovoljavao Francusku, jer je iznova ojačavao Habsburge. Zbog toga Francuska započinje posljednju fazu rata.

## Švedsko-francuska intervencija
Francuska je bila uglavnom katolička zemlja, a bila je suparnica Svetom Rimskom carstvu i Španjolskoj. Ušla je u rat na protestantskoj strani. Kardinal Richelieu je bio predsjednik vlade kralja Luja XIII. i osjećao je da su Habsburzi još uvijek previše jaki i opasni, pošto drže brojne teritorije na francuskoj istočnoj granici, a imaju i veliki utjecaj u Nizozemskoj.
Francuska se zato udružuje s Nizozemcima i Šveđanima. Španjolska je zato napala Francusku. Carski general Johann von Werth i španjolski zapovjednik, kardinal Ferdinand Habsburg, počeli su s razaranjima po Champagni i Burgundiji, a čak su ugrozili i sam Pariz tijekom 1636. godine. Međutim u bitci kod Compiègnea francuska vojska pod vodstvom Bernard Saxe-Weimara pobjeđuje i odbacuje Habsburšku vojsku prema granici.
Uslijedio je niz borbi, a nijedna strana nije ostvarila znatniju prednost. Kardinal Richelieu je umro 1642. godine, a kralj Luj XIII. umire 1643. ostavljajući na tronu petogodišnjeg sina Luja XIV. Predsjednik vlade je postao kardinal Mazarin, koji je počeo raditi na tome da se postigne mir.
Švedski maršal Lenart Torstenson je 1645. pobijedio carsku vojsku blizu Praga u bitci kod Jankaua. Luj II. Burbonski od Kondea pobjeđuje bavarsku vojsku u drugoj bitci kod Nördlingena. U toj bitci je poginuo zapovjednik katoličkih snaga.
Bavarska, Köln, Francuska i Švedska potpisuju 14. ožujka 1647. Ulmski mir. Šveđani i Francuzi su pobijedili carsku vojsku u bitci kod Zusmarshausena i bitci kod Lensa. U carskim rukama je poslije toga ostala samo Austrija.
S područja banske Hrvatske i Vojne krajine – poznati pod općim imenom Krovaten, Krabaten – sudjelovali su na strani carske vojske Hrvati, najčešće kao laki konjanici. Istaknuli su se 1619. u bitki kraj mjesta Záblatí u Češkoj, 1623. preplivali su na konjima rijeku Neckar i upali u Heidelberg, s Wallensteinom sudjelovali su u borbama za Mecklenburg, borbama na otoku Rügenu i u opsadi Stralsunda, za opsade Magdeburga 1631. preplivali su na konjima Labu i prvi prodrli u grad. Istaknuli su se i u bitkama kraj Breitenfelda i Lützena (pripisuje im se ubojstvo kralja Gustava II. Adolfa), a osobito kraj Nördlingena, sudjelovali su u borbama pod Metzom, u prodorima u Burgundiju, Nizozemsku i Pikardiju. God. 1636. prodrli su do St. Denisa blizu Pariza, a 1639. u Sasku. U Tridesetogodišnjem ratu sudjelovao je 1642. – 1643. i ban Nikola Zrinski s 3000 konjanika, a 1646. Ivan III. Drašković s banskom vojskom.

## Westfalski mir
Westfalski mir predstavlja završetak Tridesetogodišnjeg rata. Potpisan je 1648. godine odmah po okončanju vojnih sukoba između njemačkog cara i Francuske te između cara i Švedske. Nizozemska i Švicarska dobile su time potpunu samostalnost. Od potpisivanja mira država se više nije miješala u vjerska pitanja. Također, smanjio se utjecaj Crkve te dolazi do vjerske tolerancije. U Svetom Rimskom Carstvu car je dobio samo formalni reprezentativni karakter. Češko plemstvo bilo je poraženo, a Češka je izgubila status kakav je ranije imala u sklopu zemalja kojima su vladali Habsburgovci.

## Žrtve i bolesti
Razaranja tijekom toga rata su predmet mnogih prepirki među povjesničarima. Procjene da je stradalo do 30% stanovništva Njemačke sada se uzimaju s oprezom. Vjerojatnije je da je stradalo 15% do 20% stanovništva Njemačke, uključujući tu zajedno smrt od rata, gladi i bolesti. Većina razaranja i žrtava civila nastala je zbog okrutnosti i pohlepe vojnika plaćeničkih vojski. Zna se da je rat izazvao ozbiljna premještanja stanovništva i gospodarstva u središnjoj Europi.
Od 1618. do 1648. pojavljivalo se mnogo više bolesti, nego što je bilo uobičajeno. Širenje bolesti je bilo mnogo lakše zbog pokreta vojski i dolaska vojnika iz stranih zemalja i stalnog pomicanja linija bojišta. Pomicanje civila i prenapučenost gradova u koje bi došle izbjeglice olakšavalo je izbijanja bolesti i pojave gladi. Podaci o brojnim epidemijama nalaze se u mnogim lokalnim kronikama toga vremena, uz česta, tada uobičajena, pretjerivanja i nepotpunosti.
Kada su se sukobile carska i danska vojska u Saskoj i Tiringiji od 1625. do 1626. došlo je do povećanja infekcija i bolesti u tom području. Poslije rata Francuza i Habsburgovaca u Italiji pojavila se kuga. Tijekom opsade Nürnberga 1632. i civili i vojnici obolijevaju od tifusa. Kada je carska vojska progonila poražene Šveđane 1634. bilo je vrlo mnogo mrtvih od epidemija u dolini Rajne. Početkom 1634. Dresden, München i mali gradići imali su mnogo žrtava od kuge. Tijekom zadnjeg desetljeća rata bilo je mnogo žrtava epidemija, a tifus i dizenterija su poprimili endemske razmjere.

## Političke posljedice
Kao rezultat rata učvršćuje se njemačka podjela na brojne teritorije, od kojih su sve imale gotovo suverenitet. To je bila velika slabost Svetog Rimskog carstva. Tridesetogodišnji rat je preuredio prethodnu raspodjelu snaga. Taj rat pokazuje da Španjolska polako tone vojno i politički. Dok je Španjolska bila zauzeta ratom sa  Francuskom, Portugal je postao neovisan 1640., nakon 60 godina pod španjolskom vlašću.
Kuća Braganca je postala nova portugalska dinastija. Španjolska je bila konačno prisiljena da prizna neovisnost Nizozemske 1648., čime je završen i Osamdesetogodišnji rat. S oslabljenom Španjolskom i Njemačkom koja je bila podijeljena i iskrvarena, Francuska je postala dominantna sila u Europi.
Poraz Španjolske i carskih snaga označio je i slabljenje habsburške moći, a omogućuje burbonskom dominaciju.
Od 1643. – 1645. tijekom Tridesetogodišnjeg rata Švedska i Danska su ratovale tijekom Torstensenovog rata. Rezultat tog rata i Westfalski mir daju Švedskoj status velike sile.
Westfalskim mirom su uspostavljene fiksne teritorijalne granice među državama. U prethodnim vremenima postojale su preklapajuće političke i religiozne lojalnosti. Po novome određeno je da građani najprije poštuju zakone svojih vlada, a ne susjednih sila, bilo da su one sekularne ili duhovne.

## Poveznice
- Hrvati u Tridesetogodišnjem ratu